# سعيد أحمد محمد
سعيد أحمد محمد عبد الله صارم، مواطن يمني سُجن في غوانتنامو دون محاكمة لأكثر من أربعة عشر عامًا في الولايات المتحدة الأمريكية، غوانتانامو، في كوبا. قالوا محللو فرقة العمل المشتركة في غوانتانامو أنه ولد عام 1976 في جدة في المملكة العربية السعودية.
تم نقله إلى الإمارات العربية المتحدة مع أربعة عشر رجلاً آخرين في 15 أغسطس 2016.
خلال فترة رئاسة بوش، صنفته هيئات مراجعة OARDEC على أنه «مقاتل عدو». استبدلت رئاسة أوباما OARDEC بفرقة عمل المراجعة المشتركة في جوانتانامو والتي أوصت بمواصلة احتجازه لأجل غير مسمى، وأنه سيقضي حياته كلها في السجن. لكن قام مجلس المراجعة الدورية بإخلائه في 18 مارس 2015.
قام الباحثون في معهد بروكينغز بقيادة بنجامين ويتس بإدراج الأسرى الذين ما زالوا محتجزين في جوانتانامو في ديسمبر 2008 وفقًا لما إذا كان اعتقالهم مبررًا من قبل بعض الادعاءات الشائعة:
- تم إدراج سعيد أحمد محمد عبد الله كواحد من الأسرى الذين «يزعم الجيش... بأنه من أعضاء القاعدة».[7]
- تم إدراج سعيد أحمد محمد عبد الله كواحد من الأسرى الذين «يزعم الجيش أنهم تلقوا تدريبات عسكرية أو إرهابية في أفغانستان».[7]
- تم إدراج سعيد أحمد محمد عبد الله كواحد من الأسرى الذين «يزعم الجيش... كانوا في تورا بورا». [7]
- تم إدراج سعيد أحمد محمد عبد الله كواحد من الأسرى الذين كانوا مقاتلين أجانب.[7]
- تم إدراج سعيد أحمد محمد عبد الله كواحد من الأسرى الذين «نفوا جميع مزاعم الحكومة». [7]

## مذكرة جلب
تم تقديم عريضة المثول أمام القضاء نيابة عنه. في عام 2005، وبناءً على طلب قانون حرية المعلومات وضعت وكالة أسوشيتيد برس ملفًا من وثائق محكمة مراجعة أوضاع المقاتلين لمحامييه.

## مجلس المراجعة الدورية
اجتمع مجلس المراجعة الدورية للنظر في وضعه، في 27 يناير 2015. أوصى PRB بنقله من جوانتانامو في 18 مارس 2015. أشارت كارول روزنبرغ التي نشرت في صحيفة "ميامي هيرالد" ، إلى أنه بحلول الوقت الذي نظر فيه «بي آر بي» في وضعه تخلى المحللون بهدوء عن الادعاء بأنه كان أحد الحراس الشخصيين لأسامة بن لادن بدلاً من ذلك وصفه بأنه «مقاتل منخفض المستوى»، «وأنه كان يفتقر إلى موقع قيادي في تنظيم القاعدة أو حركة طالبان.» شرح PRB قراره جزئيا بسبب «عدم وجود مؤشرات على أن المعتقل يحمل المشاعر المعادية للولايات المتحدة، والمعتقدات المتطرفة أو نية لإعادة الانتقام».

## روابط خارجية
- من هم السجناء الباقون في غوانتنامو؟ الجزء الثالث: العبور من أفغانستان إلى باكستان (1 من 2) أندي وورثينجتون، 22 سبتمبر 2010